# Schwerin (ród)

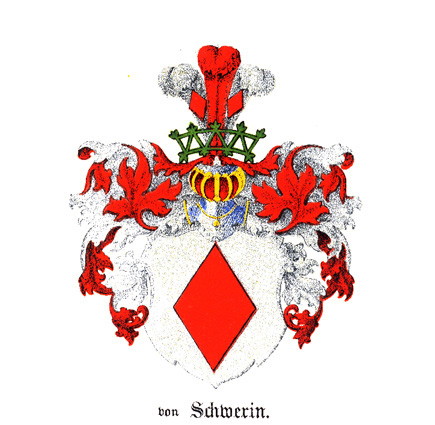
Herb rodowy von Schwerinów

Schwerin (von Schwerin) – niemiecki ród rycerski, baronowski i hrabiowski, posiadający do 1945 majątki w Brandenburgii, na Pomorzu, w Meklemburgii i na Dolnym Śląsku, do chwili obecnej w Szwecji, zasłużony dla wojskowości i administracji pruskiej.

## Zarys historii rodu
Schwerinowie byli być może pochodzenia obodryckiego lub słowiańsko-pomorskiego. Pierwszym znanym członkiem rodu był Hennig de Cztwerin z Pomorza, który zmarł w roku 1150. We wczesnym średniowieczu pisano nazwisko Cztweryn, Czweryn, Sverine, Swerin, Tzweryn, Zwerin itd. Zwolennicy słowiańskiego pochodzenia rodu (do których sami Schwerinowie się nie zaliczają) wywodzą nazwisko od herbu rodowego – rombu- czyli ćwiartki.
Z Pomorza ród przeniósł się do Meklemburgii (według innych hipotez było odwrotnie) i rozrodził się tak dalece, że w XVII wieku istniały 24 linie, które posiadały majątki w Brandenburgii, Meklemburgii, Kurlandii, Polsce, Prusach Królewskich i Książęcych i nawet Szwecji. Z biegiem czasu dawni panowie von Schwerin uzyskali tytuły baronowskie i hrabiowskie. Otto von Schwerin (1616 – 1679), dziedziczny podkomorzy brandenburski, uzyskał w roku 1658 indygenat polski.
W XVIII-XIX wieku występują cztery główne linie, wszystkie z tytułem hrabiowskim:
- Walsleben-Wildenhof, posiadała majątki w Meklemburgii, m.in. Wittstock;
- Wolfshagen, majątki na Pomorzu i w Meklemburgii;
- Willmersdorf k. Werneuchen, Brandenburgia, posiadała później także Bohrau k. Oleśnicy;
- Schwerinsburg k. Löwitz, Pomorze Przednie, posiadała od 1357 godność dziedzicznych stolników Księstwa Pomorskiego.

Do Szwecji Schwerinowie przybyli w roku 1717, uzyskali w tym roku szwedzki indygenat z tytułem baronowskim i otrzymali w 1776 tytuł hrabiów. Linia istnieje do dziś dnia. Większość jej męskich potomków była do lat 60. XX wieku zawodowymi oficerami.
Wszyscy Schwerinowie żenili się z damami z arystokracji pruskiej, z jednym wyjątkiem: hr. Heinrich Carl Anton Ernst (ur. 1804), poślubił w 1834 Hildegardę Marię, córkę sławnego filozofa Schleiermachera. Wśród męskich potomków rodu, zarówno w Niemczech jak Szwecji, powtarza się imię Boguslav/Bogislav/Bogislaus, nadawane im na pamiątkę wielowiekowych związków z Gryfitami ze Szczecina.
Po 1945 niemieccy Schwerinowie utracili wszystkie majątki, gdyż znalazły się za Żelazną kurtyną. Linia szwedzka posiada do dziś zasobny majorat (majątek) Odensgöl w prowincji Östergötland. Istnieje nadal linia polska (Szweryn), nieutytułowana i zubożała już w XIX wieku. Większość jej potomków mieszka w Gdańsku i Koszalinie. Do dziś istnieje także niemiecka gałąź nieutytułowana.

## Herb

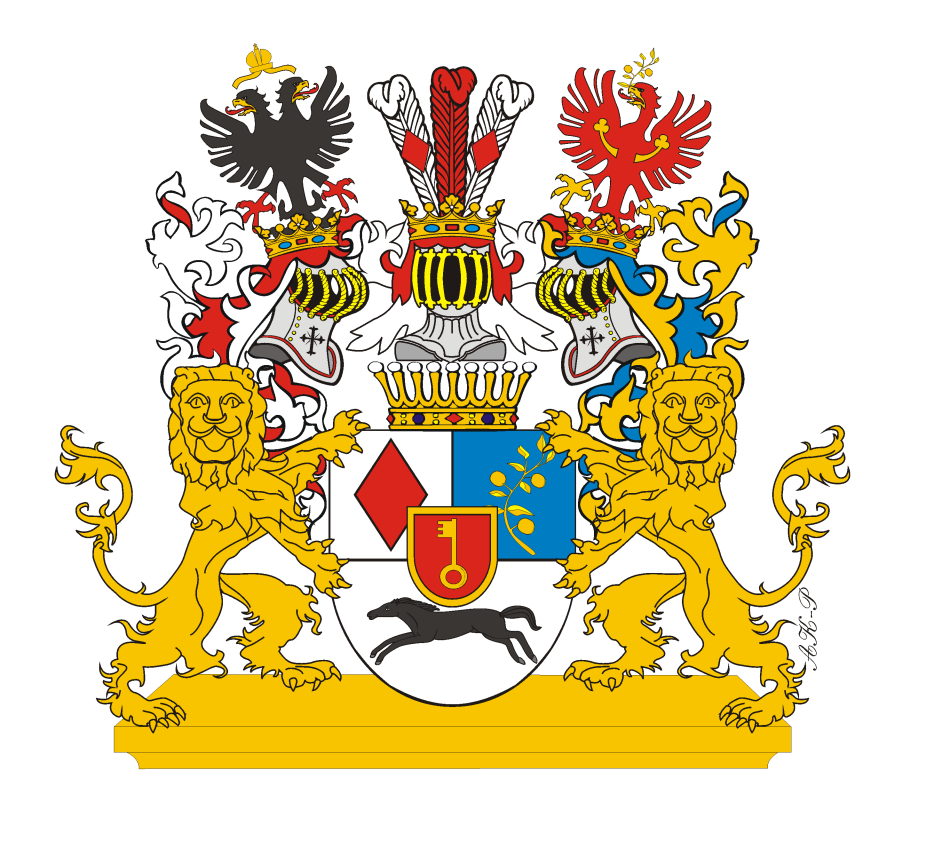
Herb niemieckiej linii hrabiowskiej rodu von Schwerin (Reichsgrafen), nadany 11 września 1700, Wiedeń

Herb Schwerinów istnieje w wielu odmianach. Pierwotny, znany od XII wieku herb rodowy to czerwony romb w srebrnym polu, ukazujący w klejnocie ukoronowany hełm szlachecki, uwieńczony dwoma czerwonymi rombami i trzema strusimi piórami, bocznymi białymi i środkowym czerwonym, z biało-czerwonymi labrami. Później, w miarę uzyskiwania przez członków rodu wyższych godności szlacheckich – baronowskich czy hrabiowskich – każda z wyż. wym linii rodu uzyskała własny herb złożony, przy posiadaniu tytułu barona z dwoma hełmami w klejnocie, zaś hrabiego z trzema. Najokazalszy był herb linii Walsleben-Wildenhof, czteropolowy, ze złotym kluczem w czerwonym polu środkowym, symbolizującym godność dziedzicznych podkomorzych Brandenburgii, z czarnym koniem pędzącym na prawo w dolnym srebrnym polu (herbem hrabiów von Schwerin-Grote z Dolnej Saksonii, jakoby przodków meklembursko-pomorskich Schwerinów), z pierwotnym herbem rodowym (rombem w czerwonym polu) w prawym górnym polu i ze złotą gałązką pomarańczy w niebieskim lewym górnym polu, z trzema hełmami w klejnocie – środkowym uwieńczonym tak jak pierwotny herb rodowy, prawym uwieńczonym dwugłowym orłem Świętego Cesarstwa Rzymskiego, lewym z czerwonym orłem brandenburskim z gałązką pomarańczy w dziobie, z dwoma złotymi lwami jako trzymaczami tarczy herbowej, z labrami pierwotnego herbu z prawej strony oraz błękitno-złotymi z lewej. Szwedzka linia hrabiowska wróciła w 1776 do pierwotnego herbu rodowego bez żadnych dodatków.

## Znani członkowie rodu
- Kurt Christoph von Schwerin (1684 – 1757), feldmarszałek pruski
- Otto Magnus von Schwerin (1701 – 1777), generał pruski
- Wilhelm Friedrich Karl von Schwerin (1739 – 1802), generał pruski
- Friedrich Ernst von Schwerin (1863 – 1936), wysoki urzędnik pruski
- Lutz Schwerin von Krosigk (1887 – 1977) polityk niemiecki